# Cumberland (Wisconsin)
Cumberland es una ciudad ubicada en el condado de Barron en el estado estadounidense de Wisconsin. En el Censo de 2010 tenía una población de 2.170 habitantes y una densidad poblacional de 207,49 personas por km².

## Geografía
Cumberland se encuentra ubicada en las coordenadas 45°32′10″N 92°1′29″O / 45.53611, -92.02472. Según la Oficina del Censo de los Estados Unidos, Cumberland tiene una superficie total de 10.46 km², de la cual 8.94 km² corresponden a tierra firme y (14.49%) 1.52 km² es agua.

## Demografía
Según el censo de 2010, había 2.170 personas residiendo en Cumberland. La densidad de población era de 207,49 hab./km². De los 2.170 habitantes, Cumberland estaba compuesto por el 95.94% blancos, el 0.46% eran afroamericanos, el 1.43% eran amerindios, el 0.05% eran asiáticos, el 0% eran isleños del Pacífico, el 0.41% eran de otras razas y el 1.71% pertenecían a dos o más razas. Del total de la población el 2.49% eran hispanos o latinos de cualquier raza.